# Parsifal
Parsifal er en opera i tre akter af Richard Wagner. Den er løst baseret på Wolfram von Eschenbachs Parzival, et epos fra det 13. århundrede om Arthurs ridder Parzival (Percival) og hans søgen efter hellige spyd, der var brugt til at stikke den korsfæstede med.
Wagner udtænkte først værket i april 1857, men det var først færdigt femogtyve år senere. Det skulle blive Wagners sidste afsluttede opera. Mens han komponerede den, havde han tanke på den særlige akustik i Bayreuth Festspielhaus, som han selv havde fået bygget. Parsifal blev først sat op på den anden festival i Bayreuth i 1882. Festspillene i Bayreuth havde eneret på Parsifal til 1903, hvor den blev opført på Metropolitan Opera i New York.
Wagner kaldte ikke Parsifal en opera, men foretrak "ein Bühnenweihfestspiel", der kan oversættes til "et festspil til hellig indvielse af scenen". I Bayreuth er der tradition for, at der ikke er bifald efter første akt på grund af dens sakrale handling.
Wagner stavede riddernavnet Parsifal i stedet for Parzival, som han havde brugt frem til 1877. Det beror på fejletymologi: han troede, at ordet stammede fra Percival, der skulle komme fra det arabiske, Fal Parsi, der betyder "ren tåbe".

## Komposition
Wagner læste først Wolfram von Eschenbachs digt Parzival, da han var på kurophold i Marienbad i 1845. Efter at være stødt på Arthur Schopenhauers tanker om sinologi i 1854 i Über den Willen in der Natur blev Wagner interesseret i orientalsk filosofi, især i buddhisme. Han var inspireret af Eugène Burnoufs Introduction à l'histoire du buddhisme indien i 1855-1856. Ud af denne interesse opstod Die Sieger fra 1856, en skitse Wagner skrev til en opera baseret på en historie fra Buddhas liv. De temaer, som han senere udforskede i Parsifal som selvfornægtelse, reinkarnation, medfølelse og eksklusive sociale grupperinger, findes allerede i Die Sieger.
Ifølge Wagners egen fremstilling i selvbiografien Mein Leben opstod ideen til Parsifal en langfredag formiddag i april 1857 i det lille sommerhus med navnet "Asyl" på Otto von Wesendoncks ejendom i Enge, en forstad til Zürich, som Wesendonck, en velhavende silkekøbmand og generøs mæcen, havde stillet til Wagners rådighed. Komponisten og hans hustru Minna var flyttet ind i hytten den 28. april:
"... Langfredag vågnede jeg og fandt for første gang i dette hus, at solen skinnede stærkt: Den lille have lyste med grønne farver, fuglene sang, og til sidst kunne jeg sidde på taget og nyde den længe ønskede fred med dens løfterige budskaber. Fuld af denne følelse huskede jeg pludselig, at det var langfredag, og jeg mindede mig selv om den betydning, dette varsel allerede havde fået for mig, da jeg læste Wolframs Parzival. Siden opholdet i Marienbad [i sommeren i 1845], hvor jeg havde udtænkt Die Meistersinger von Nürnberg og Lohengrin, havde jeg ikke beskæftiget med det digt; nu slog dets ædle muligheder mig med overvældende kraft, og fra mine tanker om langfredag udtænkte jeg hurtigt et helt drama, som jeg lavede en grovskitse over med et par pennestrøg, idet jeg delte handlingen i tre akter".
Men som han senere indrømmede over for sin anden kone, Cosima Wagner, var denne gengivelse farvet af en vis kunstnerisk frihed:
22. april 1879: "R[ichard] mindedes i dag de indtryk, som gav ham inspiration til hans "langfredagsmusik"; han grinte og sagde, at han havde tænkt ved sig selv, "Det er faktisk lige så langt ude som mine kærlighedsaffærer, for det var ikke engang langfredag – der var bare en behagelig stemning i naturen, som fik mig til at tænke, 'Sådan burde en langfredag være'".
Værket kan faktisk være udtænkt i Wesendoncks sommerhus i den sidste uge af april 1857, men det år faldt langfredag den 10. april, hvor Wagner med familie stadig boede på Zeltweg 13 i Zürich. Hvis prosaskitsen til værket, som Wagner nævner i Mein Leben, var nøjagtigt dateret (og de fleste af Wagners overleverede papirer er daterede), havde man kunnet løse problemet en gang for alle, men skitsen er desværre ikke overleveret.
Wagner arbejdede ikke med Parsifal i de næste otte år, men afsluttede i stedet Tristan und Isolde og begyndte på Die Mestersinger von Nürnberg. Mellem den 27. og 30. august 1865 tog han så Parsifal op igen og lavede en prosaskitse til værket, som indeholdt en forholdsvis kort beskrivelse af handlingsgangen og en relativt detaljeret kommentar til dramaets personer og temaer. Men igen blev arbejdet droppet og tilsidesat i yderligere elleve og et halvt år. I løbet af denne tid brugte Wagners det meste af sin kreative energi på Der Ring des Nibelungen, som blev endeligt afsluttet i 1874 og fik sine første opførelser i Bayreuth i august 1876. Først da denne gigantiske opgave var fuldført, kunne Wagner finde tid til at koncentrere sig om Parsifal. Den 23. februar 1877 havde han tilendebragt en anden og mere omfattende prosaskitse til værket, og den 19. april samme år havde han omsat den i en libretto på vers (eller et "digt", som Wagner gerne kaldte sine libretti).
I september 1877 begyndte han på musikken ved at skrive to komplette udkast til partituret fra start til slut. Det første af disse (kendt på tysk som Gesamtentwurf eller som det foreløbige udkast) blev skrevet med blyant i tre nodesystemer, et for stemmerne og to for instrumenterne. Det andet fuldstændige udkast (Orchesterskizze, orkesterskitsen) skrev han med blæk i tre, men til tider op til fem nodesystemer. Dette udkast var meget mere detaljeret end den første og var udarbejdet i betydelig grad med hensyn til instrumenteringen.
Han begyndte arbejdet på det andet udkast den 25. september 1877, blot et par dage efter det første: Nu arbejdede Wagner gerne på begge udkast samtidig, idet han skiftede mellem de to, så der ikke gik for lang tid fra han havde konciperet musikken, til den blev udarbejdet i flere detaljer. Tredje akt i Gesamtentwurf blev afsluttet den 16. april 1879, Orchesterskizze den 26. i samme måned.
Det fulde partitur (Partiturerstschrift) var sidste etape. Det blev skrevet med blæk og bestod af en renskrift af hele operaen med alle stemmer og instrumenter korrekt noteret i henhold til standardpraksis. Wagner komponerede én akt af Parsifal ad gangen og færdiggjorde Gesamtentwurf og Orchesterskizze for hver akt, inden han begyndte på Gesamtentwurf til næste akt. Da Orchesterskizze allerede indeholdt alle de kompositoriske enkeltheder, blev udarbejdelsen af Partiturerstschrift en mere rutinemæssig opgave, som han kunne gennemføre, når han havde tid. Det skete i august 1878 med hensyn til forspillet til første akt og august 1879 og 13. januar 1882 for resten af operaen.
Parsifal var i øvrigt det eneste værk, Wagner nogensinde skrev, hvori der var musik for kontrafagot.

## Opførelseshistorie

### Premieren
Den 12. november 1880 opførte Wagner forspillet privat for sin mæcen kong Ludvig 2. af Bayern på Hofteatret i München. Premieren på hele værket fandt sted i Bayreuther Festspielhaus i Bayreuth den 26. juli 1882 under ledelse af den tyske jødiske dirigent Hermann Levi. Kulisserne var tegnet af Max Brückner og Paul von Joukowsky efter anvisninger af Wagner. Gralssalen var inspireret af katedralen i Siena, som Wagner havde besøgt i 1880, mens Klingsors magiske have var inspireret af haverne ved Palazzo Rufolo i Ravello. I juli og august 1882 blev værket opført seksten gange i Bayreuth under Levi og Franz Fischer. Produktionen havde et orkester på 107 medlemmer, et kor på 135 og 23 solister (idet hovedrollerne var dobbelt besat). Ved den sidste af disse forestillinger overtog Wagner dirigentstokken fra Levi og dirigerede selv sidste scene i tredje akt fra orkestermellemspillet til slutningen.
Ved de første opførelser af Parsifal betød problemer med at flytte kulisser ved overgangen fra mellem scene et og to i første akt, at orkestermellemspillet var færdigt, før Parsifal og Gurnemanz var kommet til gralshallen. Engelbert Humperdinck, der var produktionsassistent, tilføjede et par takter til musikken for dække dette hul. I de næste år blev problemet løst, og Humperdincks tilføjelser bliver ikke brugt.

### Forbuddet mod Parsifal udenfor Bayreuth
I de første tyve år efter urpremieren fandt de eneste iscenesatte opførelser af Parsifal (bortset fra otte private forestillinger for Kong Ludwig 2. af Bayern i München i 1884 og 1885) sted i Bayreuther Festspielhaus, det sted, som Wagner havde skabt værket til. Wagner havde to grunde til at ønske, at Parsifal udelukkende blev spillet i Bayreuth. For det første ville han forhindre, at det udartede til »ren morskab« for operapublikummet. Kun i Bayreuth mente han, at hans værk kunne opføres på den af ham udtænkte måde – en tradition som hans kone, Cosima, opretholdt længe efter hans død. For det andet mente han, at operaen ville give en indtægt for hans familie efter hans død, hvis Bayreuth havde monopol.
Der blev dog givet mulighed for koncertante opførelser af operaen i forskellige byer efter Wagners død (fx London i 1884, New York i 1886 og Amsterdam i 1894), men sceniske opsætninger var der ikke tale om.
Efter at en domstol havde afgjort, at Bayreuth ikke kunne forbyde forestillinger i USA, iscenesatte Metropolitan Opera i New York den komplette opera den 24. december 1903 med mange Bayreuth-uddannede sangere – til Wagnerfamiliens store fortrydelse. Cosima svarede igen ved at nægte sangere, der havde sunget i New York, at synge i Bayreuth. Der blev også sat uautoriserede forestillinger op i Amsterdam i 1905, 1906 og 1908. Bayreuths monopol sluttede den 1. januar 1914. Den første autoriserede opførelse blev sat op i Barcelona: den begyndte kl. 22.30, halvanden time før midnat den 31. december 1913, idet man udnyttede den tidsforskel, der var mellem Barcelona og Bayreuth. Interessen i Parsifal var så stor, at operaen blev opført på mere end 50 europæiske operahuse mellem den 1. januar og 1. august 1914.

### Bifald underParsifal
I Bayreuth klapper publikum ikke ved slutningen af første akt, som det ellers er normalt ved operaopførelser. Denne tradition er resultatet af en misforståelse, da Wagner ved premieren udtrykte et ønske om at opretholde operaens alvorlige stemning. Efter megen bifald efter første og anden akt talte Wagner til publikum og sagde, at der ikke ville være fremkaldelser af sangerne, før forestillingen var slut. Dette forvirrede publikum, som var tavse, da operaen sluttede, indtil Wagner talte til dem igen og sagde, at det ikke ensbetydende med, at de ikke måtte klappe. Efter forestillingen klagede Wagner: "Nu ved jeg det ikke. Kunne de lide det eller ej?" Ved de følgende forestillinger mente nogle, at Wagner ikke havde ønsket bifald før slutningen, og der var derfor stilhed efter de to første akter. Til sidst blev det en Bayreuth-tradition, at der ikke var bifald efter første akt, men det var ikke Wagners idé. Faktisk råbte Wagner selv "Bravo!" i løbet af de første Bayreuth-forestillinger, da blomsterpigerne gjorde deres exit i anden akt, hvorefter andre andre medlemmer af publikum hyssede ad ham. På nogle teatre uden for Bayreuth er bifald og fremkaldelser normal praksis efter hver akt; andre større teatre, herunder Metropolitan Opera i New York, følger Bayreuths skik.

### Forestillinger efter krigen
Parsifal er en af de Wagner-operaer, der jævnligt opføres ved festspillene i Bayreuth, også i vore dage. Blandt de mere betydningsfulde produktioner fra
efterkrigstiden er en opsætning fra 1951, der blev instrueret Wieland Wagner, komponistens sønnesøn. Ved de første festspil efter Anden Verdenskrig indførte han en radikal omfortolkning og opfattede ikke gralssalen eller blomsterpigernes sted som konkrete lokaliteter. I stedet blev lyseffekter og et absolut minimum af kulisser brugt til at supplere Wagners musik. Denne produktion var stærkt påvirket af af den schweiziske scenograf Adolphe Appias ideer. Reaktionen på Wieland Wagners produktion var stærk: Ernest Newman, Wagners biografist, beskrev det som "ikke kun den bedste Parsifal, jeg nogensinde har set og hørt, men en af de tre eller fire mest bevægende åndelige oplevelser i mit liv". Andre var rystede over, at Wagners scenografiske anvisninger ikke blev respekteret. Hans Knappertsbusch, der havde dirigeret forestillingerne, sagde, da han blev spurgt, hvordan han kunne acceptere en så skandaløs parodi, at han helt frem til generalprøven havde forestillet sig, at der ville komme kulissser på scenen. Knappertsbusch var især oprørt ved udeladelsen af duen som fredssymbol; den skulle være kommet til syne over Parsifals hoved ved slutningen af operaen – og Knappertsbusch hævdede i øvrigt, at den inspirerede ham til bedre opførelser. For at formilde sin dirigent fik Wieland indført en due, som skulle fires ned på en snor. Hvad Knappertsbusch ikke var klar over var, at Wieland havde gjort længden af snoren så tilpas lang, at dirigenten, men ikke publikum, kunne se duen. Wieland fortsatte med at ændre og forfine sin Bayreuth-produktion af Parsifal til sin død i 1966.

## Roller
| Rolle                                | Stemmetype                           | Originalbesætning 26. juli 1882 (Dirigent: Hermann Levi)                           | Besætning ved premieren på Metropolitan Opera 24. december 1903 (Dirigent: Alfred Hertz)        |
| ------------------------------------ | ------------------------------------ | ---------------------------------------------------------------------------------- | ----------------------------------------------------------------------------------------------- |
| Parsifal                             | Tenor                                | Hermann Winkelmann                                                                 | Alois Burgstaller                                                                               |
| Kundry                               | Mezzosopran eller sopran             | Amalie Materna                                                                     | Milka Ternina                                                                                   |
| Gurnemanz, en gralsridder            | Bas                                  | Emil Scaria                                                                        | Robert Blass                                                                                    |
| Amfortas, gralsriddernes hersker     | Baryton                              | Theodor Reichmann                                                                  | Anton van Rooy                                                                                  |
| Klingsor, en magiker                 | Basbaryton                           | Karl Hill                                                                          | Otto Goritz                                                                                     |
| Titurel, Amfortas' far               | Bas                                  | August Kindermann                                                                  | Marcel Journet                                                                                  |
| To gralsriddere                      | Tenor, bas                           | Anton Fuchs Eugen Stumpf                                                           | Julius Bayer Adolph Mühlmann                                                                    |
| Fire væbnere                         | Sopraner, tenorer                    | Hermine Galfy Mathilde Keil Max Mikorey Adolf von Hübbenet                         | Katherine Moran Paula Braendle Albert Reiss Willy Harden                                        |
| Seks blomsterpiger                   | 3 sopraner, 3 alter eller 6 sopraner | Pauline Horson Johanna Meta Carrie Pringle Johanna André Hermine Galfy Luise Belce | Isabelle Bouton Ernesta Delsarta Miss Förnsen Elsa Harris Lillian Heidelbach Marcia Van Dresser |
| En stemme fra det høje, Eine Stimme  | Alt                                  | Sophie Dompierre                                                                   | Louise Homer                                                                                    |
| Gralsridderre, drenge, blomsterpiger |                                      |                                                                                    |                                                                                                 |

## Synopsis
Sted: Slottet Monsalvat i bjergene i det nordlige Spanien og Klingsor magiske palads i den sydlige del af Spanien.

### Akt 1
Scene 1

I en skov nær slottet Monsalvat, hvor gralen og gralsridderne befinder sig, vækker Gurnemanz, den ældste gralsridder, sin unge væbner og beder en bøn sammen med ham. Han ser Amfortas, gralsriddernes konge, nærme sig med sit følge. Amfortas er blevet skadet af sit eget hellige spyd, og såret vil ikke hele.
Gurnemanz spørger en ridder om nyt om kongens helbred. Ridderen svarer, at kongen har lidt i løbet af natten, og at han vil tage et tidligt bad i den hellige sø. Væbnerne beder Gurnemanz forklare, hvordan kongens skade kan blive helbredt, men han undviger deres spørgsmål. En vild kvinde, Kundry, styrter ind. Hun giver Gurnemanz et glas med balsam, som hun bragt hjem fra Arabien, og som kan lindre kongens smerter. Herefter kollapser hun af udmattelse.
Amfortas bliver båret ind på en båre af gralsridderne. Han råber efter Gauwain, hvis forsøg på at lindre kongens smerter var slået fejl. Han får at vide, at denne ridder er taget af sted igen for at finde noget bedre. Idet han rejser sig lidt fra sit leje, siger kongen, at en sådan afrejse uden tilladelse ("Ohn' Urlaub?") netop er den slags impulsive handlinger, der førte ham ind i Klingsor rige, og til hans fald. Han får medicinen fra Gurnemanz og forsøger at takke Kundry, men hun svarer hurtigt, at tak ikke hjælper og opfordrer ham til at tage et bad.
Amfortas forlader dem med sit følge. Væbnerne får øje på Kundry og spørger hende mistillidsfuldt ud. Efter et kort svar, bliver hun tavs. Gurnemanz fortæller dem, at Kundry har ofte hjulpet gralsridderne, men at hun kommer og går på uforudsigelige tidspunkter. Da han spørger direkte, hvorfor hun ikke bliver for at hjælpe, svarer hun: "Jeg hjælper aldrig!" ("Ich helfe nie!"). Væbnerne tror, at hun er en heks, og vrænger, at hvis hun gør så meget, hvorfor vil hun så ikke finde det hellige spyd for dem? Gurnemanz afslører, at denne gerning er bestemt for en anden. Amfortas, fortæller Gurnemanz, fik ansvaret for spyddet, men tabte det, da han blev forført af en uimodståeligt attraktiv kvinde på Klingsors ejendom. Klingsor greb spyddet og stak Amfortas: Dette sår forårsager Amfortas både lidelse og skam, og det vil aldrig hele af sig selv.
Væbnerne vender tilbage fra kongens bad og fortælle Gurnemanz, at balsammen har lettet kongens lidelse. Gurnemanz' egne væbnere spørger, hvordan det kan være, at han kender Klingsor. Han fortæller dem højtideligt, hvordan både det hellige spyd, som blev stukket i siden på forløseren på korset, og den hellige gral, der opfangede hans blod, var kommet til Monsalvat, hvor de blev bevogtet af ridderne af den hellige gral under Titurels styre – Titurel er Amfortas' far. Klingsor havde længtes efter at slutte sig til ridderne, men var ude af stand til at holde urene tanker ude af sit sind. Han kastrerede sig selv, hvilket førte til hans bortvisning fra ordenen. Klingsor kom derefter i opposition til gralsridderne, lærte mørkekunster og erobrede dalen nedenfor Monsalvat, som han fyldte med smukke blomsterpiger, der skulle forføre gralsridderne og lede dem på afveje. Det var her, at Amfortas mistede det hellige spyd, som opbevarer det og endda vil forsøge også at få findre i gralen. Gurnemanz fortæller, hvordan Amfortas senere fik en vision, ifølge hvilken han skulle vente på en "ren tåbe, oplyst af medfølelse" ("Durch Mitleid wissend, der reine Tor"), som endelig ville kunne helbrede såret.
I netop det øjeblik høres et råb fra ridderne ("Weh! Weh!"): en flyvende svane er blevet skudt ned. En ung mand er blevet pågrebet med en bue i hånden og et pilekogger på ryggen. Gurnemanz taler strengt til ham og siger, at dette er et helligt sted. Han spørger ham direkte, om det var ham, der skød, og knægten praler med, at han kan ramme alt, der flyver ("Im Fluge treff' ich was fliegt!") Gurnemanz spørger, hvad skade svanen havde gjort, og viser den unge mand dens livløse krop. Angerfuld brækker den unge mand nu sin bue og smider den til side. Gurnemanz spørger ham, hvorfor han er her, hvem hans far er, hvordan han fandt stedet og til sidst om hans navn. På hvert spørgsmål lyder drengens svar: "Det ved jeg ikke." Den ældste ridder sender sine væbnere væk for at hjælpe kongen og beder nu drengen fortælle, hvad han egentlig ved. Den unge mand siger, at han har en mor, Herzeleide, og at han selv lavede sin bue. Kundry har lyttet med, og nu fortæller hun dem, at denne drengs far var Gamuret, en ridder der blev dræbt i kamp, og også hvordan drengens mor havde forbudt sin søn at bruge et sværd, fordi hun frygtede, at han ville skulle møde samme skæbne som sin far. Nu erindrer den unge mand, at da han så riddere passere gennem sin skov, forlod han sit hjem og mor for at følge dem. Kundry ler og fortæller den unge mand, at da hun red forbi, så hun Herzeleide dø af sorg. Idet drengen hører dette, går han først på Kundry, men kollapser så i sorg. Kundry selv er nu træt og vil sove, men råber, at hun ikke må sove og ønsker, at hun aldrig igen ville vågne. Hun forsvinder ind i underskoven.
Gurnemanz ved, at gralen kun fører de fromme til Monsalvat og opfordrer drengen til at overholde gralsritualet. Den unge ved ikke, hvad gralen er, men han bemærker, at da de går, synes Gurnemanz næsten ikke at bevæge sig, men alligevel at rejse langt. Gurnemanz siger, at i dette rige bliver tid til rum ("Zum Raum wird hier die Zeit"). Et orkestermellemspil leder over i anden scene.
Scene 2

De ankommer til gralshallen, hvor ridderne er forsamlede for at modtage den hellige kommunion ("Zum Letzten Liebesmahle"). Titurels stemme høres, som beder sønnen, Amfortas, at afdække gralen. Amfortas er martret af skam og lidelse ("Wehvolles Erbe, dem ich verfallen"). Han vogter disse hellige relikvier, men er bukket under for fristelsen og har mistet spyddet: Han erklærer sig uværdig til sit embede. Han beder om tilgivelse ("Erbarmen!") men hører kun et løfte om den fremtidige forløsning ved en ren dåre.
Da han hører Amfortas' udbrud, synes den unge mand, knuget i sit hjerte, at lide med ham. Ridderne og Titurel opfordrer Amfortas til at afdække gralen ("Enthüllet den Gral"), hvilket han endelig gør. Den mørke hal er nu badet i lyset fra gralen, mens ridderne spiser. Gurnemanz tilskynder den unge til at deltage, men han synes fortryllet og lytter ikke. Amfortas deltager ikke i ritualet, og da ceremonien slutter, kollapser han i smerte og bæres væk. Langsomt tømmes salen, så kun den unge mand og Gurnemanz, der spørger ham, om han har forstået, hvad han har set, er tilbage. Da den unge mand ikke kan svare, afviser Gurnemanz ham som en ren dåre og sender ham ud for at jage gæs, men advarer ham om at lade svanerne være. En stemme fra det høje gentager løfte, "Den rene dåre, oplyst af medfølelse".

### Akt 2
Scene 1

Anden akt åbner på Klingsors magiske slot. Klingsor fremmaner Kundry, som han vækker af hendes søvn. Han kalder hende ved mange navne: Først tryllerinde, så helvedesrose, Herodias, Gundryggia og endelig Kundry. Hun er nu omdannet til en utroligt tiltrækkende kvinde, som da hun forførte Amfortas. Hun spotter Klingsors kyskhed, men hun kan ikke modstå hans magt. Klingsor bemærker, at Parsifal nærmer sig, og tilkalder sine fortryllede riddere for at bekæmpe drengen. Klingsor ser, at Parsifal overvinder ridderne, og de flygter. Klingsor ønsker hele ridderslægtens ødelæggelse.
Klingsor ser denne unge mand komme ind i hans blomsterpigers have og kalder på Kundry, som skal opsøge drengen og forføre ham, men da han vender sig om, ser han ser, at Kundry allerede er gået.
Scene 2

Den triumferende unge befinder sig i en vidunderlig have, omgivet af smukke og forførende blomsterpiger. De kalder på ham og glider tæt op ad ham, mens de dadler ham for at have såret deres elskere ("Komm, komm, holder Knabe!"). De kæmper og småskændes snart indbyrdes for at vinde hans hengivenhed for sig selv hver især, indtil han er lige ved at flygte, men så råber en stemme: "Parsifal!" Han erindrer nu, at dette navn er det navn, som hans mor brugte for ham, når hun dukkede op i hans drømme. Blomsterpigerne trækker sig tilbage fra ham og kalder ham en dåre, hvorefter de lader Parsifal og Kundry alene.
Han undrer sig over, om denne have er en drøm, og spørger, hvordan det kan være, at Kundry kender hans navn. Kundry fortæller ham, at hun fik det at vide af hans mor ("Ich sah das Kind an seiner Mutter Brust"), som havde elsket ham og forsøgt at skærme ham mod at lide samme skæbne som hans far; moderen havde han opgivet, og hun var til sidst død af sorg. Hun åbenbarer meget af Parsifals historie overfor ham, og han angrer og beskylder sig selv for sin mors død. Han føler sig meget dum over at have glemt hende. Kundry siger, at denne erkendelse er det første tegn på forståelse, og at hun med et kys kan hjælpe ham med at forstå hans mors kærlighed. Som de kysser, viger Parsifal pludselig tilbage i smerte og skriger Amfortas' navn: Han føler den sårede konges smerter brænde i sig, og forstår nu Amfortas' lidelse under gralsceremonien ("Amfortas! Die Wunde! Die Wunde!") Fyldt af medfølelse afviser Parsifal nu Kundry.
Rasende over at forførelsen har slået fejl fortæller Kundry Parsifal, at hvis han har medfølelse for Amfortas, så må han også kunne føle med hende. Hun har været forbandet i århundreder, ude af stand til at hvile, fordi hun så Frelseren på korset og lo. Nu kan hun aldrig græde, kun grine; hun er blevet slave af Klingsor. Parsifal afviser hende igen, men så beder han hende føre sig til Amfortas. Hun beder ham om at blive hos sig i blot en time, hvorefter hun vil føre ham til Amfortas. Da han stadig nægter, forbander hun ham og ønsker, at han må vandre uden nogensinde at finde gralsriget, og hun råber til sin herre, at han skal hjælpe hende.
Klingsor kommer frem og kaster spyddet mod Parsifal, men det stopper i luften, lige over hans hoved. Parsifal tager det og slår korsets tegn. Klingsors slot smuldrer da, og da han forlader scenen, fortæller han Kundry, at hun ved, hvor hun kan finde ham igen.

### Akt 3
Scene 1
Tredje akt åbner som første akt på gralsriddernes ejendom, blot mange år senere. Gurnemanz er nu oppe i alderen og blev nedbøjet og grå. Han hører en klage nær sin eremithytte og opdager Kundry bevidstløs i budskadset, som han også havde gjort mange år før ("Sie! Wieder da!"). Han genopliver hende med vand fra den hellige kilde, men hun vil kun udtale ordet "tjene" ("Dienen"). Gurnemanz spekulerer på, om det har nogen betydning, at hun netop vender tilbage på denne dag. Idet han ser ind i skoven, opdager han en skikkelse nærme sig, bevæbnet og i fuld rustning. Den fremmede bærer en hjelm og eremitten kan derfor ikke se, hvem det er. Gurnemanz spørger ham, men får intet svar. Endelig fjerner den anden sin hjelm, og Gurnemanz genkender den yngling, der skød svanen, og erkender derefter med glæde, at det hellige spyd er blevet leveret tilbage.
Parsifal fortæller om sit ønske om at vende tilbage til Amfortas ("Zu ihm, des tiefe Klagen"). Han fortæller om sin årelange vandren og om at han ikke kunne finde tilbage til gralen: Han havde ofte været tvunget at kæmpe, men aldrig svunget spyddet i kamp. Gurnemanz fortæller ham, at den forbandelse, der har forhindret Parsifal i at finde den rette vej, nu er blevet ophævet, at Amfortas i hans fravær aldrig har afdækket gralen, og at Titurel er død. Parsifal overvældes af anger og beskylder sig selv for denne tingenes tilstand. Gurnemanz fortæller ham, at Titurel denne dag skal begraves, og at Parsifal har et stort hverv at udføre. Kundry vasker Parsifals fødder, og Gurnemanz salver ham med vand fra den hellige kilde og forstår, at Parsifal er den rene dåre, oplyst gennem medfølelsen, og at han er den nye gralskonge.
Parsifal ser sig om og kommenterer engens skønhed. Gurnemanz forklarer, at det er langfredag, og at hele verden er blevet fornyet. Parsifal døber nu den grædende Kundry. Ringende klokker høres langt borte; Gurnemanz siger, at det er tid til at tage af sted ("Mittag: die Stund ist da. Gestatte, Herr, dass dein Knecht dich geleite!") De rejser mod gralsborgen, og et mørkt orkestermellemspil (Mittag) fører frem til riddernes højtidelige forsamling i anden scene.
Scene 2

Inde på gralsborgen bringes Amfortas selv hen foran gralshelligdommen og Titurels kiste. Han udbryder for sin afdøde fars og beder om udfrielse af sine lidelser og ønsker blot at slutte sig til ham i døden ("Mein Vater! Hochgesegneter der Helden!") Gralsridderne opfordrer lidenskabeligt Amfortas til at afdække gralen for dem igen, men Amfortas siger i vildelse, at han aldrig igen vil vise gralen og kommanderer i stedet ridderne til at dræbe sig og bringe en ende på hans lidelse og den skam, han har bragt over ridderskabet. På dette tidspunkt træder Parsifal frem og siger, at kun et våben kan helbrede såret ("Nur eine Waffe taugt"): med spyddet rører han Amfortas' side, hvilket både helbreder og frigør ham. Han befaler, at gralen afdækkes. Idet alle tilstedeværende knæler, løses Kundry fra sin forbandelse og synker livløs til jorden, mens en hvid due kommer frem over hovedet på Parsifal.

## Kritik og indflydelse
Som Wagners sidste opera har Parsifal vist sig både indflydelsesrig og kontroversiel med sin brug af kristne symboler (gralen, spyddet, henvisninger til frelseren), der undertiden har betydet, at operaen nærmest blev betragtet som en religiøs rite. Wagner henviser dog aldrig eksplicit til Jesus i operaen, men foretrækker i stedet at referere til Der Erlöser" (frelseren). I sit essay Religion und Kunst beskrev Wagner selv brugen af det kristne billedsprog således:
"Når religionen bliver kunstig, har kunsten en pligt til at redde den. Kunst kan vise, at de symboler, som religionen vil have os til at tage bogstaveligt faktisk er symbolske. Kunst kan idealisere disse symboler og afsløre de dybe sandheder, de indeholder".

### Nietzsche
Friedrich Nietzsche, der oprindelig var en af Wagners fortalere, pegede på Parsifal som begrundelse for sit brud med Wagner; han begynder sit tredje essay "Was bedeuten asketische Ideale?" i Zur Genealogie der Moral med en grundig kritik af netop Parsifal. I "Nietzsche contra Wagner" skrev han desuden:
"Parsifal er et perfidt og hævngerrigt værk, et hemmeligt forsøg på at forgifte forudsætningerne for livet – et dårlig arbejde. Forkyndelsen af kyskhed er stadig en tilskyndelse til anti-natur: Jeg foragter alle, der ikke oplever Parsifal som et attentatforsøg på grundlæggende etik".
Trods dette angreb på operaens emne måtte Nietzsche også indrømme, at musikken var sublim: "Har Wagner nogensinde skrevet noget bedre?" skrev han i et brev til Peter Gast i 1887. Claude Debussy, der i de senere år var meget kritisk over for Wagner og hans indflydelse, kaldte operaen "et af de smukkeste mindesmærker i lyd, der nogensinde er rejst for musikkens fredfyldte herlighed". Gustav Mahler, der oplevede premieren, udtalte bagefter: "Da jeg kom ud af Festspielhaus, var jeg ude af stand til at ytre et ord; jeg vidste, at jeg havde oplevet den ypperste storhed og ypperste lidelse, og at denne oplevelse, hellig og ubesmittet, ville følge mig resten af mit liv".

### Debat om racisme
Nogle ser racistiske eller antisemitistiske træk i operaen.
Ifølge denne kritik skulle Parsifal være skrevet til støtte for de ideer, som Arthur de Gobineau udtrykte om den ariske race, idet figuren Parsifal skulle ses som den "renblodede" helt, der overvinder Klingsor, som kan fortolkes som en jødisk stereotyp, fordi han er modstander af de halv-kristne gralsriddere. Sådanne påstande er fortsat heftigt omdebatterede,, da der ikke er noget eksplicit i librettoen, der støtter dem. Wagner nævner aldrig noget sådant i sine mange skrifter, og heller ikke i Cosima Wagners dagbøger, der i mange detaljer beretter om Wagners tanker i løbet af de sidste 14 år af hans liv (med komposition og uropførelse af Parsifal) findes der støtte for disse påstande. Wagner mødtes kort første gang med Gobineau i 1876, men læste først hans Essai sur l'inégalité des races humaines i 1880. Wagner færdiggjorde librettoen til Parsifal i 1877, men de oprindelige udkast til historien går tilbage til 1857. På trods af denne kronologi omtales Gobineaus tanker alligevel ofte som en vigtig inspiration for Parsifal.
Det hermed forbundne spørgsmål om, hvorvidt operaen indeholder et specifikt antisemitisk budskab er også omdiskuteret. Nogle af Wagners samtidige som fx Hans von Wolzogen og Ernest Newman, der har analyseret Parsifal i detaljer, kan ikke finde belæg for antisemitiske fortolkninger. Men kritikerne Paul Lindau og Max Nordbeck, som var til stede ved Parsifals premiere bemærkede i deres anmeldelser, at værket stemte overens med Wagners anti-jødiske holdninger. Senere kommentatorer fremhæver fortsat, hvad de opfatter som operaens antisemitiske træk og finder ligheder med antisemitiske passager fundet i Wagners skrifter og artikler.
Dirigenten ved premieren var Hermann Levi, hofdirigent på operaen i München. Da kong Ludwig støttede opførelserne, blev en stor del af orkestret og dirigenten hentet fra operaen i München. Wagner gjorde indsigelse mod, at Parsifal skulle dirigeres af en jøde (Levis far var rabbiner). Wagner foreslog, at Levi skulle konvertere til kristendommen, men det afviste Levi. Wagner skrev så til kong Ludwig, at han havde besluttet at acceptere Levi, selv om han havde modtaget klager, hævdede han, over, at "dette det mest kristne af alle værker" skulle dirigeres af en jøde. Da kongen gav udtryk for sin tilfredshed med dette og svarede, at "alle mennesker er dybest set brødre", skrev Wagner til kongen, at han "ans[å] den jødiske race som den fødte fjende af ren menneskelighed og alt det, der var ædelt ved den".
Under det nazistiske regime blev Parsifal fordømt som værende "ideologisk uacceptabel", og operaen blev ikke opført i Bayreuth i krigsårene. Det er sagt, at nazisterne de facto havde nedlagt forbud mod Parsifal. Operaen blev dog opført 23 gange på Deutsche Oper i Berlin mellem 1939 og 1942. Det antyder, at forbuddet ikke formelt var blevet indført.

### Schopenhauers filosofi
Nogle forfattere som fx Bryan Magee ser Parsifal som Wagners sidste store udtryk for Schopenhauers filosofi. Parsifal kan helbrede Amfortas og udfri Kundry, fordi han viser medfølelse, som Schopenhauer så som det højeste udtryk for menneskelig moral. Desuden viser han medfølelse, selv hvor han står over for seksuel fristelse (anden akt, tredje scene). Ifølge Schopenhauer er den eneste flugt fra de altid nærværende fristelser i menneskers liv at fornægte sin vilje; overvindelse af seksuel fristelse er en særlig krævende form for viljesnægtelse. Når operaen ses i dette lys, fremstår Parsifal med dens fokus på "Mitleid" (medlidenhed) som en naturlig opfølgning på Tristan und Isolde, hvor Schopenhauers indflydelse måske er mere oplagt med dens fokus på "Sehnen" (længsel). Faktisk havde Wagner oprindelig til hensigt at inddrage Parsifal som person i tredje akt til Tristan und Isolde, men han opgav senere den idé.

## Ledemotiver
Et ledemotiv er i musikalsk sammenhæng et tilbagevendende tema som forbinder et bestemt stykke musik med en bestemt person, sted eller idé. Wagner er den komponist, der oftest forbindes med ledemotiver, og Parsifal gør god brug af dem. Det skal bemærkes, at Wagner ikke specifikt identificerede eller benævnte ledemotiverne i partituret til Parsifal, skønt hans kone Cosima i sin dagbog nævner de udtalelser, han fremsatte om nogle af dem. Men Wagners tilhængere som Hans von Wolzogen, hvis guide til Parsifal udkom i 1882, skrev om og henviste til disse motiver, og de blev fremhævet i klaverudtog af partituret. Wagners egen reaktion på en sådan navngivning af motiver i partituret var dog væmmelse : "I sidste ende vil folk tro, at sådan noget vrøvl er mit forslag". Forspillet indfører to vigtige ledemotiver, normalt omtalt som "nadver-temaet" og "gralstemaet". Disse to optræder lige som Parsifals eget motiv gentagne gange i løbet af operaen. Andre som især Klingsor, Amfortas og "Eine Stimme", som synger det såkaldte "Tormotif" (tåbens motiv), har deres egne ledemotiver. Wagner lader et Dresden Amen repræsentere gralen; dette motiv er en række toner, som komponisten havde kendt siden sin barndom i Dresden.

## Kromatik
Mange musikteoretikere har brugt Parsifal som udgangspunkt for at udforske og analysere kromatik i slutningen af det 19. århundredes musik. Teoretikere som David Lewin og Richard Cohn har udforsket betydningen af visse klange og harmoniske progressioner for såvel strukturen som symbolikken i værket. De usædvanlige harmoniske progressioner i ledemotiverne, der strukturerer stykket, samt den udprægede kromatik i anden akt gør det til et vanskeligt stykke at analysere musikalsk.

## Kendte uddrag
Som det er almindeligt i Wagners sene operaer, er Parsifal komponeret, så hver akt er en konstant strøm af musik, og derfor er der ingen selvstændige arier i operaen. En række orkesterstykker derfra er arrangeret af Wagner og figurerer fortsat i koncertrepertoiret. Forspillet til første akt opføres ofte alene eller sammen med et arrangement af "langfredagsmusikken" fra anden halvdel af tredje akts første scene. Kundrys lange solo i anden akt ("Ich sah das Kind") opføres lejlighedsvis ved koncerter lige som Amfortas' klage fra første akt ("Wehvolles Erbe").

## Diskografi
Parsifal blev komponeret med specifik tanke for scenen i Bayreuth, og mange af de mest berømte indspilninger af operaen er netop live-optagelser fra dette operateater. I æraen før LP'en dirigerede Karl Muck uddrag fra operaen i Bayreuth, og disse optagelser betragtes stadig som nogle af de bedste indspilninger af operaen på plade (og de indeholder også den eneste lyddokumentation for de klokker, der blev bygget til værkets premiere, og som senere blev omsmeltet under Anden Verdenskrig). Hans Knappertsbusch var den dirigent, der var tættest forbundet med Parsifal i Bayreuth i efterkrigsårene, og de forestillinger han dirigerede i 1951 markerede genåbningen af festspillene efter Anden Verdenskrig. Disse historiske forestillinger blev indspillet og er tilgængelige fra pladeselskabet Teldec i mono:
- 1951 – Liveoptagelse dirigeret af Hans Knappertsbusch. George London (Amfortas), Arnold van Mill (Titurel), Ludwig Weber (Gurnemanz), Wolfgang Windgassen (Parsifal), Hermann Uhde (Klingsor), Martha Mödl (Kundry), Ruth Siewert (en stemme fra oven), Walther Fritz (gralsridder), Werner Faulhaber (gralsridder), Hanna Ludwig (væbner), Elfriede Wild (væbner), Günther Baldauf (væbner), Gerhard Stolze (væbner), Hildegard Schünemann (blomsterpige), Erika Zimmermann (blomsterpige), Hanna Ludwig (blomsterpige), Paula Brivkalne (blomsterpige), Maria Lacorn (blomsterpige), Elfriede Wild (blomsterpige). Chor und Orchester der Bayreuther Festspiele. Teldec.

Knappertsbusch indspillede operaen igen for Philips i 1962 i stereo, og denne udgivelse er ofte blevet anset for at være den klassiske Parsifal-optagelsen. Der er også mange "uofficielle" live-optagelser fra Bayreuth, så næsten alle Knappertsbuschs Parsifal-opførelser er blevet bevaret for eftertiden.
Blandt studieoptagelserne er de, der er dirigeret af Georg Solti, Herbert von Karajan og Daniel Barenboim (de to sidstnævnte i spidsen for Berliner Philharmoniker) blevet rost. Indspilningen af von Karajan blev stemt ind som "Record of the Year" i Gramophone Awards i 1981:
- 1981 – Studieoptagelse dirigeret af Herbert von Karajan. José van Dam (Amfortas), Victor von Halem (Titurel), Kurt Moll (Gurnemanz), Peter Hofmann (Parsifal), Siegmund Nimsgern (Klingsor), Dunja Vejzovic (Kundry), Claus H. Ahnsjö & Kurt Rydl (Gralsritter), Marion Lambriks & Anne Gjevang & Heiner Hopfner & Georg Tichy (Knappen), Hanna Schwarz (Eine Stimme), Barbara Hendricks & Janet Perry & Doris Soffel (1. Gruppe Blumenmädchen), Inga Nielsen & Audrey Michael & Rohangiz Yachmi (2. Gruppe Blumenmädchen). Chor der Deutschen Oper Berlin, Berliner Philharmoniker. Deutsche Grammophon.

Også velanset er en optagelse af Parsifal under ledelse af Rafael Kubelík. Den blev oprindeligt lavet for Deutsche Grammophon, og er nu genudgivet af Arts Archives.:
- 1980 – Studieoptagelse dirigeret af Rafael Kubelik. Bernd Weikl (Amfortas), Matti Salminen (Titurel), Kurt Moll (Gurnemanz), James King (Parsifal), Franz Mazura (Klingsor), Yvonne Minton (Kundry), Julia Falk (en stemme fra oven), Norbert Orth (gralsridder), Roland Bracht (gralsridder), Regina Marheineke (væbner), Claudia Hellmann (væbner), Helmut Holzapfel (væbner), Karl Heinz Eichler (væbner), Lucia Popp (blomsterpige), Carmen Reppel (blomsterpige), Suzanne Sonnenschein (blomsterpige), Marianne Seibel (blomsterpige), Marga Schiml (blomsterpige), Doris Soffel (blomsterpige). Chor und Orchester der Bayreuther Festspiele. Teldec. Chor und Sinfonieorchester des Bayerischen Rundfunks.

Ud over en række optagelser af Parsifal-forestillinger på DVD er operaen filmatiseret af filminstruktøren Hans-Jürgen Syberberg.